# Шведская хоккейная лига
Шведская хоккейная лига (швед. Svenska Hockeyligan, SHL, ранее — Шведская элитная серия (швед. Elitserien)) — сильнейшая шведская хоккейная лига. Прежнее название лига получила в сезоне 1975/76, затем летом 2013 года было решено переименовать лигу с целью повышения узнаваемости на международном уровне.
Чаще других чемпионский титул выигрывал стокгольмский «Юргорден ИФ» — 16 раз. Рекордсменами Швеции по количеству золотых медалей среди игроков являются Лассе Бьёрн («Юргорден ИФ») и Турд Лундстрём («Брюнес ИФ») — по 9.

## История
Чемпионат Швеции впервые был сыгран в 1922 году, всего через два дня после того как хоккей в Швеции был представлен американским режиссёром Раулем Ле Маттом.

### Расширение
Первый сезон Eliteserien начался 5 октября 1975 года, лига состояла из 10 команд, каждая из которых играла регулярный сезон, состоящий из 36 игр. После расширения географии команд 1987 года до 12 команд, было достигнуто общее согласие в отношение того, что лигу надо увеличить, по крайней мере, до 14 команд. 13 марта 2014 года количество клубов увеличено до 14 команд, начиная с сезона 2015—2016.

### Формат
14 команд лиги играют 52 игры в круговом турнире по 4 матча с каждым за сезон.
С 1999 года каждая игра играется до победы одного из соперников. Очки начисляются по следующей системе:
- За выигрыш в основное время — 3 очка
- За выигрыш в овертайме или по буллитам — 2 очка
- За проигрыш в овертайме или по буллитам — 1 очко
- За проигрыш в основное время — 0 очков.

По завершении регулярного чемпионата восемь лучших команд в серии плей-офф до четырех побед выявляют победителя чемпионата. Команда, выигравшая регулярный чемпионат, получает преимущество в виде одной лишней игры на своем льду в каждой серии матчей плей-офф. 9 и 10 команда в плей-офф не участвуют и заканчивают сезон. 11 и 12 команды играют в квалификационном раунде за право остаться в Элитной серии.

## Команды лиги в сезоне 2024/25
| Команда        | Город        | Арена                 | Вместимость | Место в 2023/24 |
| -------------- | ------------ | --------------------- | ----------- | --------------- |
| Брюнес ИФ      | Евле         | Монитор ЕРП Арена     | 7 909       | 1 в Аллсвенскан |
| Фрёлунда ХК    | Гётеборг     | Скандинавиум          | 12 044      | 4               |
| Ферьестад БК   | Карлстад     | Лёфбергс Арена        | 8 647       | 5               |
| ХВ71           | Йёнчёпинг    | Хускварна Гарден      | 7 000       | 13              |
| Лександ ИФ     | Лександ      | Тегера Арена          | 7 650       | 6               |
| Линчёпинг ХК   | Линчёпинг    | Сааб Арена            | 8 500       | 7               |
| Лулео ХФ       | Лулео        | Куп Норрботтен Арена  | 6 300       | 8               |
| Мальмё Редхокс | Мальмё       | Мальмё Арена          | 13 000      | 12              |
| МоДо Хоккей    | Эрншёльдсвик | Хагглундс Арена       | 7 265       | 11              |
| Рёгле БК       | Энгельхольм  | Катена Арена          | 6 310       | 2               |
| Шеллефтео АИК  | Шеллефтео    | Шеллефтео Крафт Арена | 6 001       | 1               |
| Векшё Лейкерс  | Векшё        | Вида Арена            | 5 700       | 3               |
| Эребру ХК      | Эребру       | Берн Арена            | 5 150       | 10              |
| Тимро ИК       | Тимро        | НХК Арена             | 6 000       | 9               |

## Чемпионы Швеции
| - 1922 — ИК Гёта - 1923 — ИК Гёта (2) - 1924 — ИК Гёта (3) - 1925 — Сёдертелье СК - 1926 — Юргорден ИФ - 1927 — ИК Гёта (4) - 1928 — ИК Гёта (5) - 1929 — ИК Гёта (6) - 1930 — ИК Гёта (7) - 1931 — Сёдертелье СК (2) - 1932 — Хаммарбю ИФ - 1933 — Хаммарбю ИФ (2) - 1934 — АИК - 1935 — АИК (2) - 1936 — Хаммарбю ИФ (3) - 1937 — Хаммарбю ИФ (4) - 1938 — АИК (3) - 1939 — Не разыгрывался - 1940 — ИК Гёта (8) - 1941 — Сёдертелье СК (3) - 1942 — Хаммарбю ИФ (5) - 1943 — Хаммарбю ИФ (6) - 1944 — Сёдертелье СК (4) - 1945 — Хаммарбю ИФ (7) - 1946 — АИК (4) - 1947 — АИК (5) - 1948 — ИК Гёта (9) | - 1949 — Не разыгрывался - 1950 — Юргорден ИФ (2) - 1951 — Хаммарбю ИФ (8) - 1952 — Не разыгрывался - 1953 — Сёдертелье СК (5) - 1954 — Юргорден ИФ (3) - 1955 — Юргорден ИФ (4) - 1956 — Сёдертелье СК (6) - 1957 — Евле Годтемпларес - 1958 — Юргорден ИФ (5) - 1959 — Юргорден ИФ (6) - 1960 — Юргорден ИФ (7) - 1961 — Юргорден ИФ (8) - 1962 — Юргорден ИФ (9) - 1963 — Юргорден ИФ (10) - 1964 — Брюнес ИФ - 1965 — Вестра Фрёлунда ИФ - 1966 — Брюнес ИФ (2) - 1967 — Брюнес ИФ (3) - 1968 — Брюнес ИФ (4) - 1969 — Лександ ИФ - 1970 — Брюнес ИФ (5) - 1971 — Брюнес ИФ (6) - 1972 — Брюнес ИФ (7) - 1973 — Лександ ИФ (2) - 1974 — Лександ ИФ (3) - 1975 — Лександ ИФ (4) | - 1976 — Брюнес ИФ (8) - 1977 — Брюнес ИФ (9) - 1978 — Шеллефтео АИК - 1979 — МОДО АИК - 1980 — Брюнес ИФ (10) - 1981 — Ферьестад БК - 1982 — АИК (6) - 1983 — Юргорден ИФ (11) - 1984 — АИК (7) - 1985 — Сёдертелье СК (7) - 1986 — Ферьестад БК (2) - 1987 — Бъёрклёвен ИФ - 1988 — Ферьестад БК (3) - 1989 — Юргорден ИФ (12) - 1990 — Юргорден ИФ (13) - 1991 — Юргорден ИФ (14) - 1992 — Мальмё ИФ - 1993 — Брюнес ИФ (11) - 1994 — Мальмё Редхокс (2) - 1995 — ХВ71 - 1996 — Лулео ХФ - 1997 — Ферьестад БК (4) - 1998 — Ферьестад БК (5) - 1999 — Брюнес ИФ (12) - 2000 — Юргорден ИФ (15) - 2001 — Юргорден ИФ (16) - 2002 — Ферьестад БК (6) | - 2003 — Вестра Фрёлунда ХК (2) - 2004 — ХВ71 (2) - 2005 — Вестра Фрёлунда ХК (3) - 2006 — Ферьестад БК (7) - 2007 — МОДО Хоккей (2) - 2008 — ХВ71 (3) - 2009 — Ферьестад БК (8) - 2010 — ХВ71 (4) - 2011 — Ферьестад БК (9) - 2012 — Брюнес ИФ (13) - 2013 — Шеллефтео АИК (2) - 2014 — Шеллефтео АИК (3) - 2015 — Векшё Лейкерс - 2016 — Фрёлунда (4) - 2017 — ХВ71 (5) - 2018 — Векшё Лейкерс (2) - 2019 — Фрёлунда (5) - 2020 — Лулео (победитель регулярного чемпионата, Плей-офф не разыгрывался) - 2021 — Векшё Лейкерс (3) - 2022 — Ферьестад БК (10) - 2023 — Векшё Лейкерс (4) - 2024 — Шеллефтео АИК (4) - 2025 — Лулео ХФ (2) |